# Механизированная автомобильная стоянка

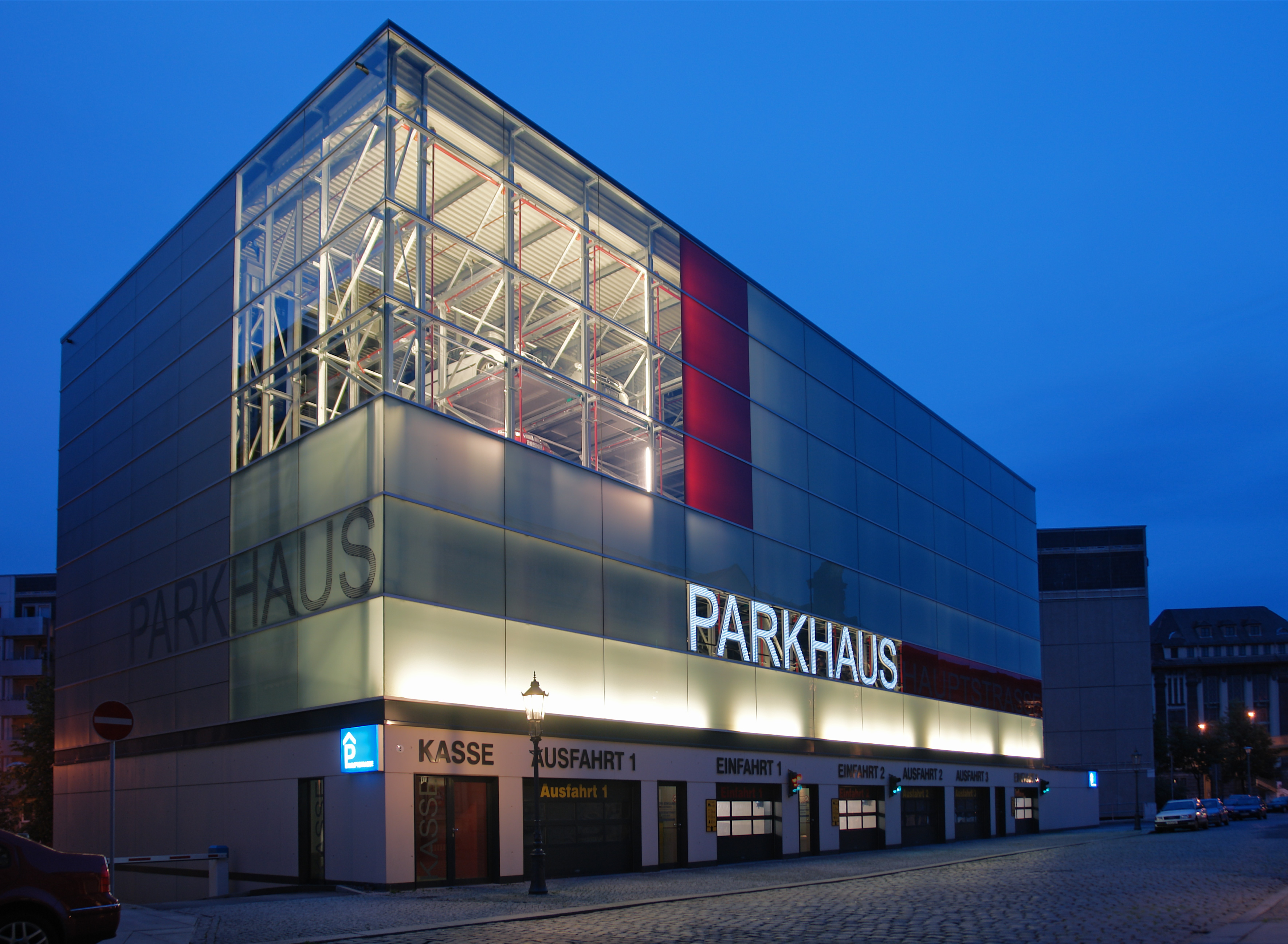
МАС с автоматической СПА в Дрездене (Германия)

Механизи́рованная автомоби́льная стоя́нка (сокр. МАС) — автомобильная стоянка, в которой для транспортировки автомобилей применяются специальные механизированные устройства. По сравнению с традиционными наиболее распространёнными типами автостоянок МАС позволяют эффективнее использовать пространство, в том числе сложной конфигурации, выделенное для парковки автомобилей.

## Принцип работы

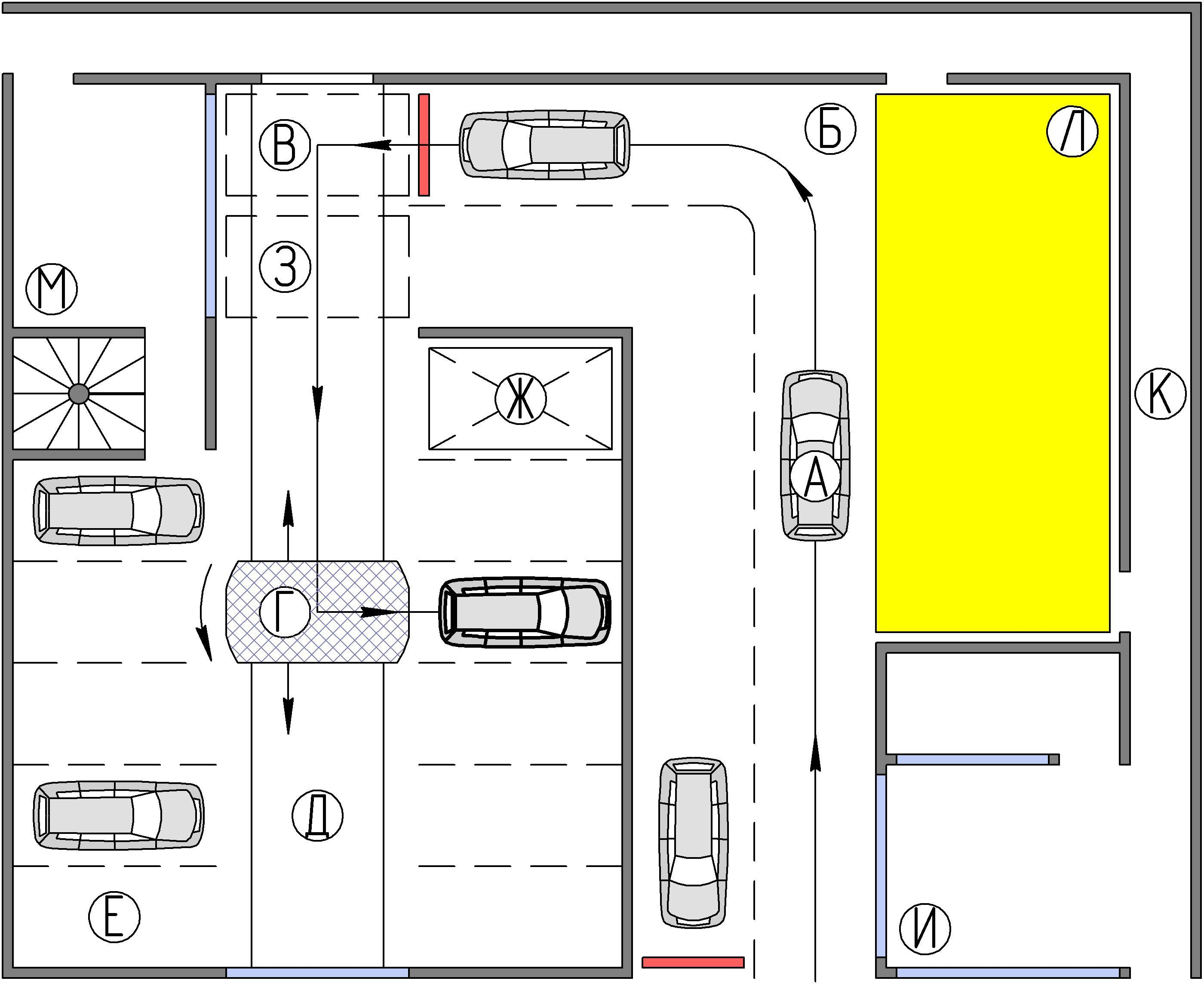
Вариант плана загрузочного этажа МАС с автоматической системой парковки автомобилей: А – автомобиль, Б – подъездной путь, В – площадка приёма автомобилей в терминале, Г – передвижное поворотное механизированное устройство, Д – рабочая область механизированного устройства, Е – место хранения автомобиля, Ж – автомобильный подъёмник, З – площадка выдачи автомобилей в терминале, И – пункт общественного питания, К – пешеходный путь, Л – область расположения сервисных помещений, М – помещение оператора МАС

В соответствии со схемой на рисунке в МАС с автоматической СПА вновь прибывший автомобиль А по подъездному пути Б подъезжает к площадке В приёма автомобилей терминала СПА. Все пассажиры автомобиля А высаживаются из него и по пешеходному пути К покидают здание МАС. В это время механизированное устройство Г захватывает автомобиль А и, перемещаясь в своей рабочей области Д, доставляет его либо на одно из мест хранения Е автомобилей данного уровня, либо на автомобильный подъёмник Ж. За обстановкой на территории МАС наблюдает обслуживающий персонал из помещения М. К услугам посетителей на территории МАС имеется пункт общественного питания И и различные автосервисные помещения Л.

## Структура
Для автоматической МАС характерно наличие системы парковки автомобилей (СПА), путей и средств перемещения людей по территории стоянки, помещений обслуживания стоянки, а также вспомогательных сервисных помещений. 

СПА, в свою очередь, включают подъездные пути к терминалу для размещения очереди автомобилей, терминалы передачи автомобилей механизированным устройствам МАС, механизированные устройства горизонтального и вертикального перемещения автомобилей, рабочие области механизированных устройств и места хранения автомобилей.

## Системы парковки автомобилей
Система парковки автомобилей, являющаяся компонентом механизированной автостоянки, обеспечивает приём поступающих на неё автомобилей, их хранение и выдачу. 
Система парковки автомобилей включает механизированное устройство с обслуживаемыми им местами хранения. Приём и выдача автомобилей их владельцам осуществляется в приёмном отделением, в автоматических СПА называемом «терминалом» либо «приёмным боксом».
Известны различные типы СПА, которые классифицируют по ряду признаков. 

### Безопасность
В США развитие механизированной автостоянки сдерживается требованиями законодательства по пожарной безопасности. Стандарты пожарной безопасности предписывают всем паркингам в обязательном порядке сооружение в железобетонном исполнении, что превращает паркинг из временного в капитальное строение, а на это требуется особое разрешение местного населения и большие затраты. Также пожарная служба согласно стандарту NFPA 88A обязывает производить оснащение объекта автоматической автономной системой пожаротушения по всей внутренней площади паркинга из-за взрывоопасности содержания большого количества транспортных средств и высокой этажности строения, затрудняющих тушение и применение технических средств экстренных служб.
В Японии с 2007 по 2013 г. по заявлению министерства транспорта зафиксировано 24 инцидента с механизмами автоматических паркингов, приведших к смерти 9 человек. Последний случай летального исхода в результате механического воздействия устройств паркинга на человека произошел 24 января 2014 года с гражданкой Harue Marutani в городе Inazawa (префектуры Aichi, Япония) .